# Hebeloma ammophilum
Hebeloma ammophilum är en svampart som beskrevs av Bohus 1978. Hebeloma ammophilum ingår i släktet fränskivlingar och familjen Strophariaceae.   Inga underarter finns listade i Catalogue of Life.